# Borsa valori

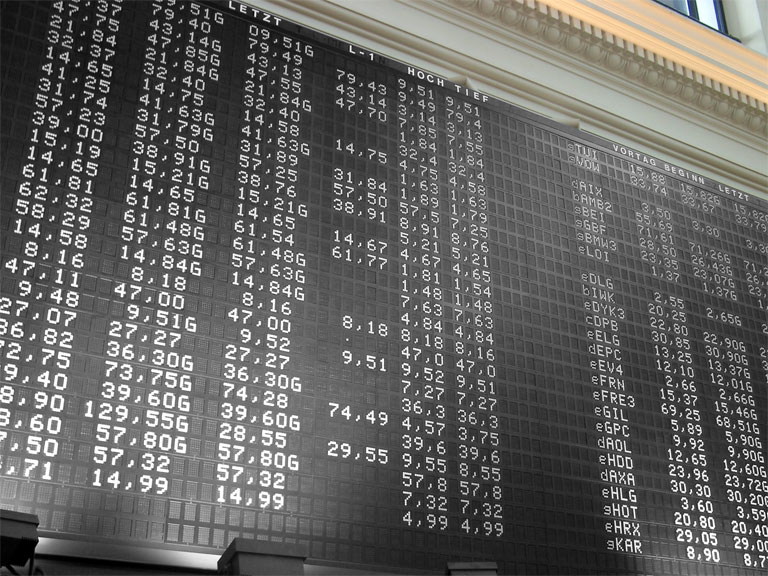
Tabellone di una borsa valori

La borsa valori o borsa finanziaria, colloquialmente borsa, è un mercato finanziario regolamentato, dove vengono scambiati valori mobiliari e valute. I tre tipi di prodotti finanziari che vengono scambiati in borsa sono azioni, obbligazioni e derivati.
La borsa è un mercato secondario, essendovi trattati strumenti finanziari che sono già stati emessi e quindi già in circolazione quando la società non era ancora quotata. La borsa è anche un mercato regolamentato e ufficiale, poiché vi sono disciplinate in modo specifico tutte le operazioni di negoziazione e loro modalità, gli operatori, le tipologie contrattuali ammesse etc.
Le società quotate possono ritirarsi (o essere ritirate) dalla borsa tramite delisting, mentre quelle non quotate possono entrarvi (o rientrarvi) se rispettano determinati parametri, per esempio avere un determinato ammontare di capitale sociale.

## Storia

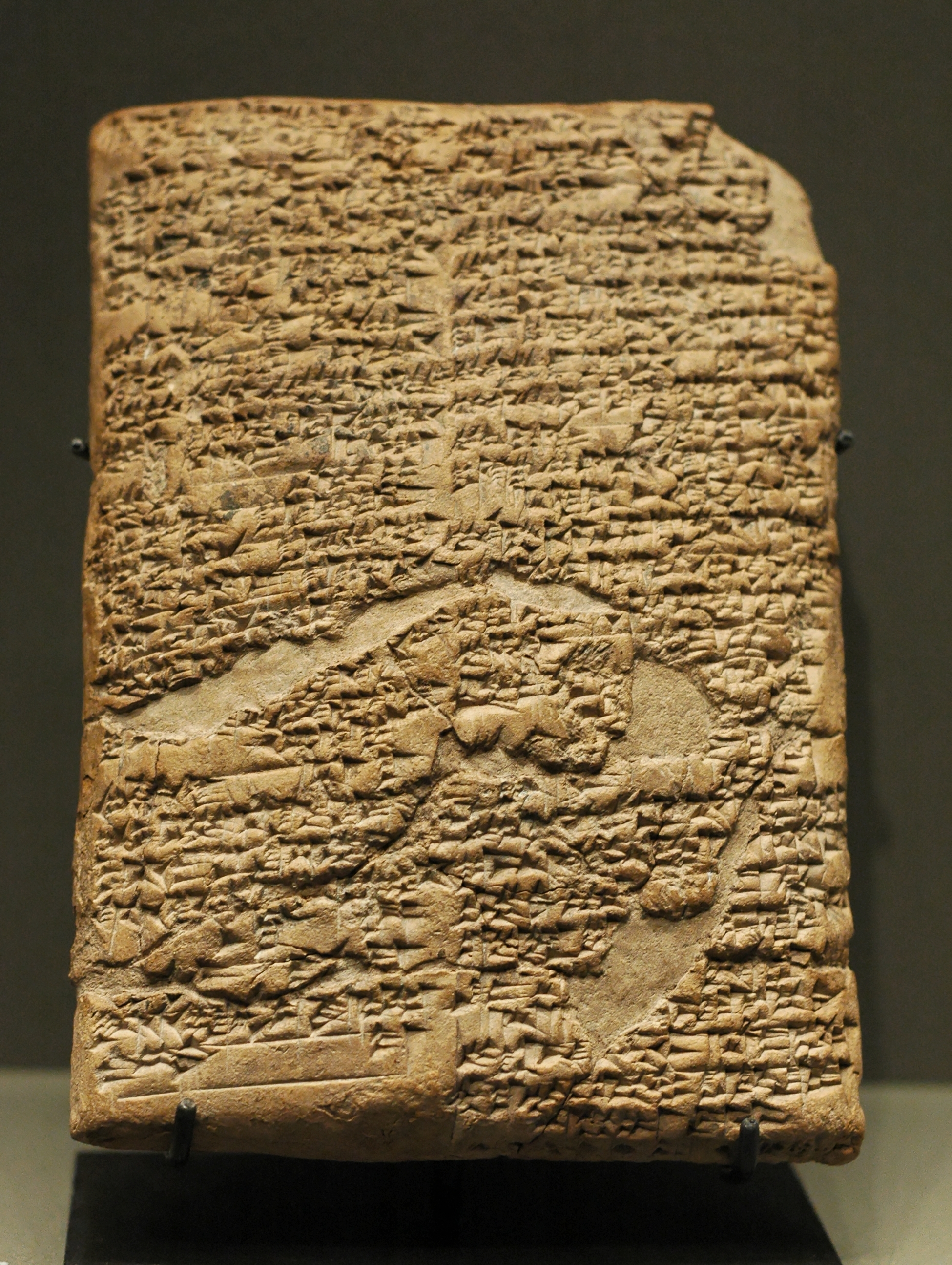
Il Codice di Hammurabi

### Età antica
La prima evidenza scritta di operatori di cambio, prestiti e depositi si ha in Babilonia con il codice di Hammurabi, cui sono seguite figure come il trapezita dell'antica Grecia, gli "argentarii" Etruschi, e il loro discendente mensaurius nell'antica Roma - ma, nonostante la compartecipazione alle imprese sia antica, queste figure non operano ancora nel mercato borsistico, specializzato nello scambio dei titoli, che nascerà propriamente solo ad Amsterdam nel '600.

### Età moderna

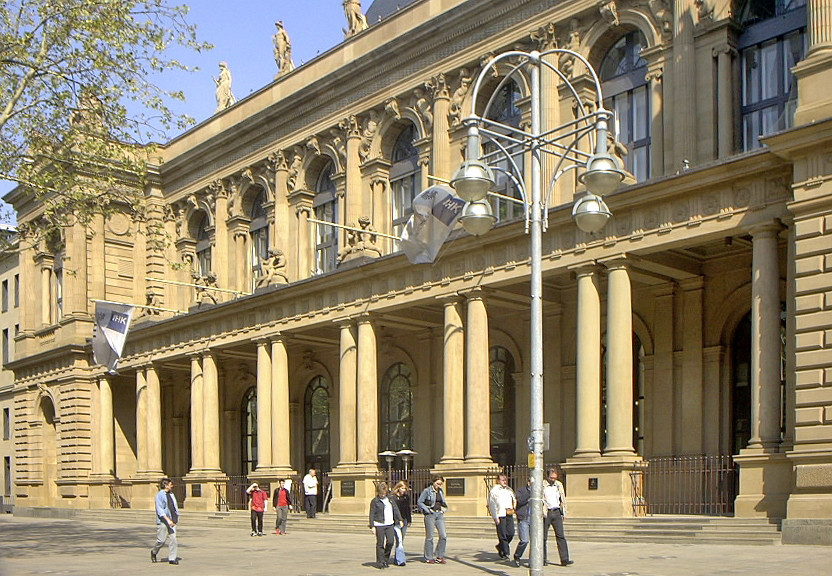
Borsa di Francoforte

A partire dal tardo medioevo, nelle città-stato italiane nacquero e si diffusero i titoli negoziabili, i biglietti di cambio, le imprese, il sistema bancario per registro - fino alla costituzione intorno al XV secolo dei primi organismi bancari importanti e alla trasformazione delle fiere in luoghi di scambio e di commercio. Queste innovazioni vennero portate a Bruges nel '300, nuovo luogo di incontro dei mercanti italiani commercianti nella regione anseatica.

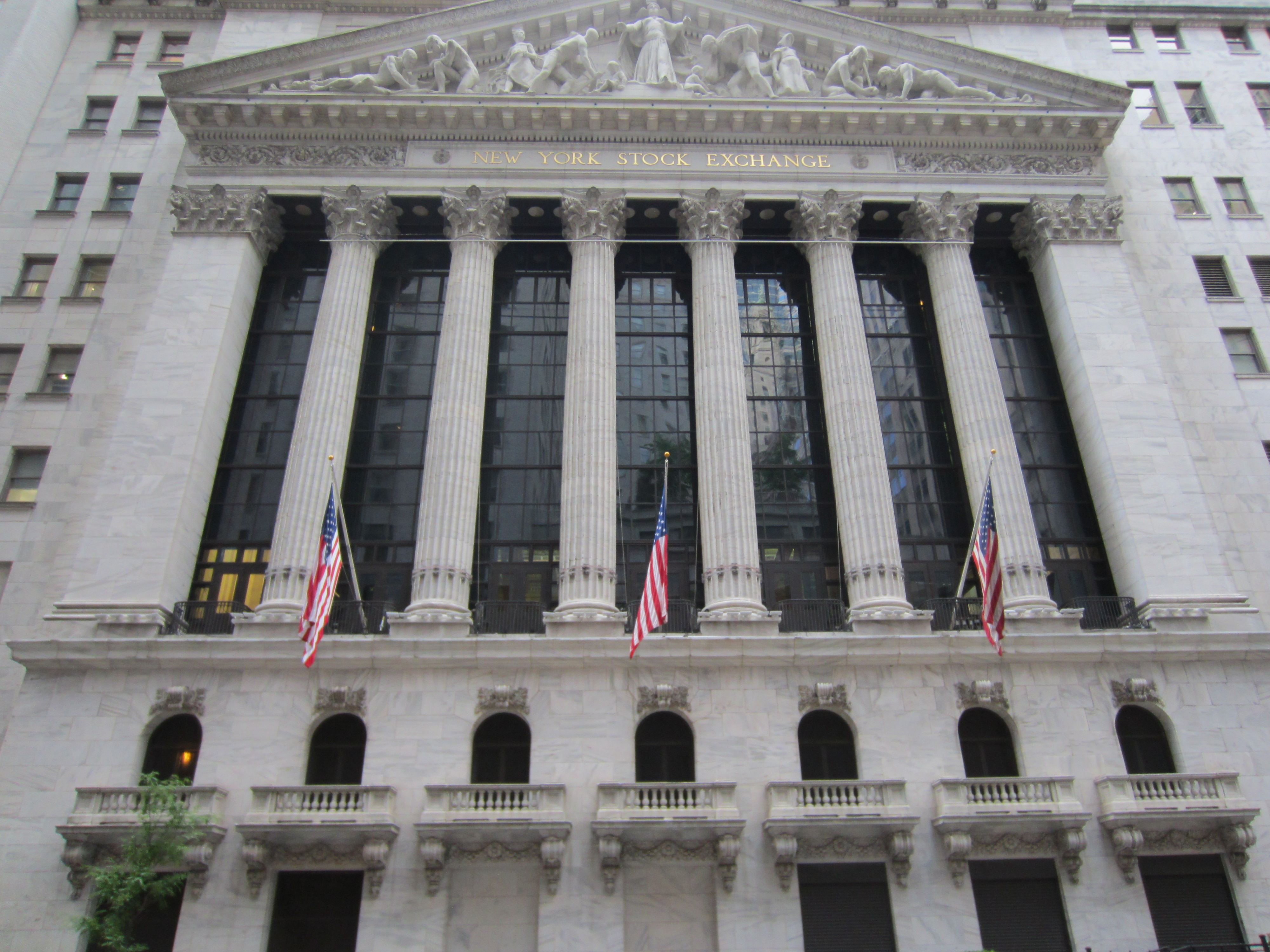
La Borsa di New York (New York Stock Exchange) al n.11 di Wall Street in New York, la più grande borsa del mondo per capitalizzazione totale delle società ivi quotate.

Il termine "Borsa" deriva dalle riunioni per determinare il valore delle merci e delle valute che si tenevano a Bruges nel '300 e nel '400 presso il palazzo Ter Buerse (già taverna che radunava mercanti e specializzata nella loro consulenza, poi centro della piazza luogo degli scambi monetari e delle sedi "nazionali" dei mercanti stranieri), costruito dall'antica famiglia aristocratica Van der Bourse, che decorò (com'è ancora visibile) l'ingresso del palazzo con il proprio simbolo araldico: tre borse. Dopo Bruges, le prime borse sorsero ad Anversa nel 1531, a Lione nel 1548 e a Francoforte sul Meno nel 1585. Il cammino delle borse fu quello di passare da una gestione privata ad una pubblica, fortemente regolamentata.
Nel XVII secolo si ebbe la diffusione della società per azioni, si aprirono le prime Casa de Contratación, a Siviglia, a Londra e a Parigi, e nel 1561 la Borsa di Amsterdam prese il posto, come importanza, di quella di Anversa, specializzandosi sia nella contrattazione di merci che di titoli. Se agli inizi del XVIII secolo l'attività borsistica ricevette un grande impulso dall'espansione dei traffici, dell'emissione di titoli, degli investimenti, e dei debiti pubblici, a causa di forti speculazioni durante le varie guerre si ebbero una lunga serie di tracolli, che portarono in Inghilterra alla formulazione del Bubble Act per mettere fine alla confusione.

### Età contemporanea
Nella prima metà del XIX secolo in Francia si assistette ad un boom speculativo che portò alla nascita di oltre 500 società in accomandita per azioni, sviluppatesi soprattutto a Parigi e a Lione. Nello stesso periodo in Inghilterra, grazie all'abolizione del Bubble Act, si ebbe una forte espansione del mercato; qui la diffusione delle azioni industriali nei centri provinciali - mentre Londra si occupava soprattutto delle azioni ferroviarie e delle società internazionali - rendeva il mercato notevolmente diffuso, a macchia di leopardo, sul territorio nazionale. Negli Stati Uniti d'America i primi cinque decenni del secolo furono scanditi dalle differenti politiche dei vari Presidenti, che agevolarono oppure ostacolarono l'espansione dei mercati finanziari e azionari.

## Descrizione

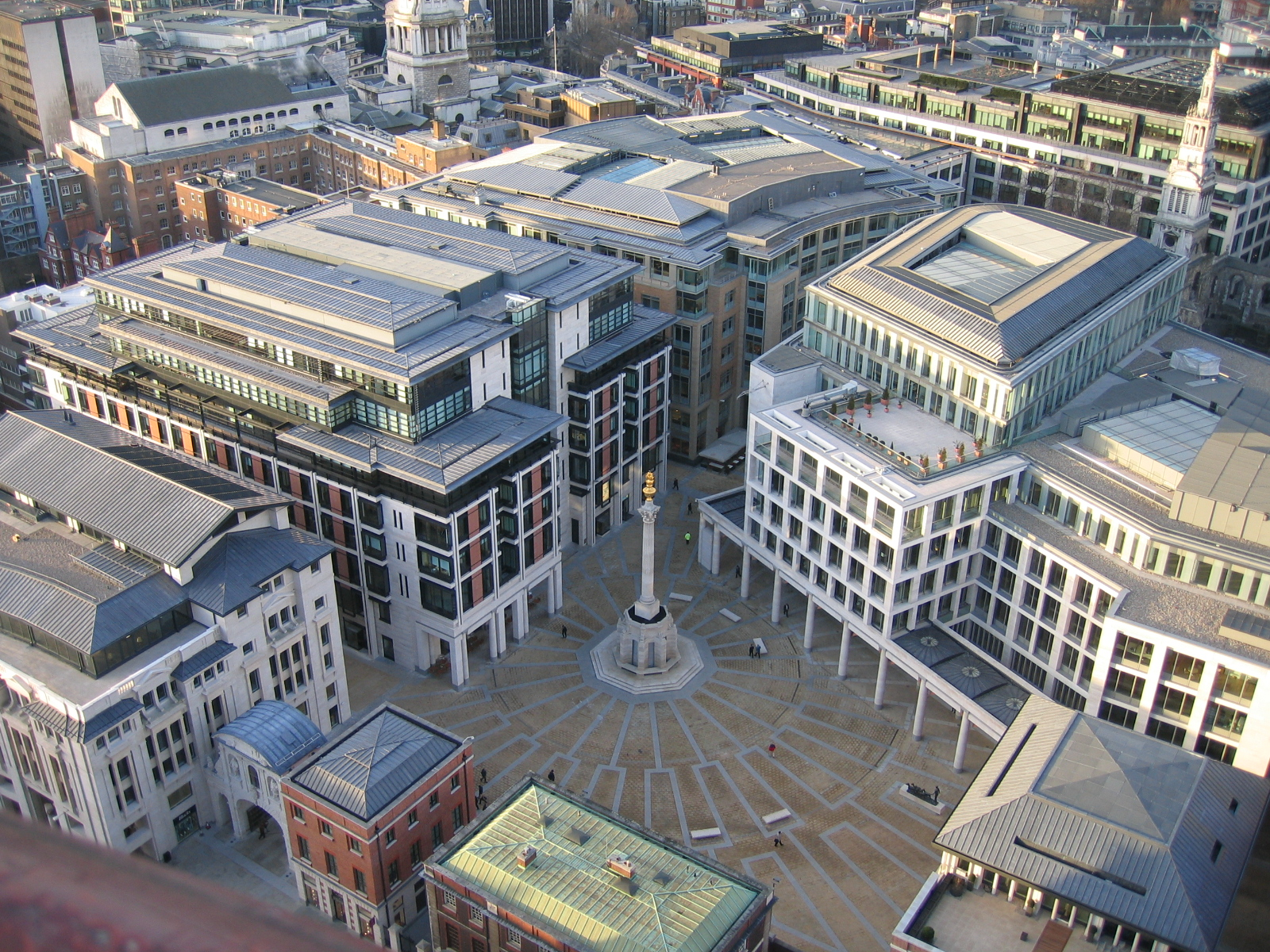
Borsa di Londra

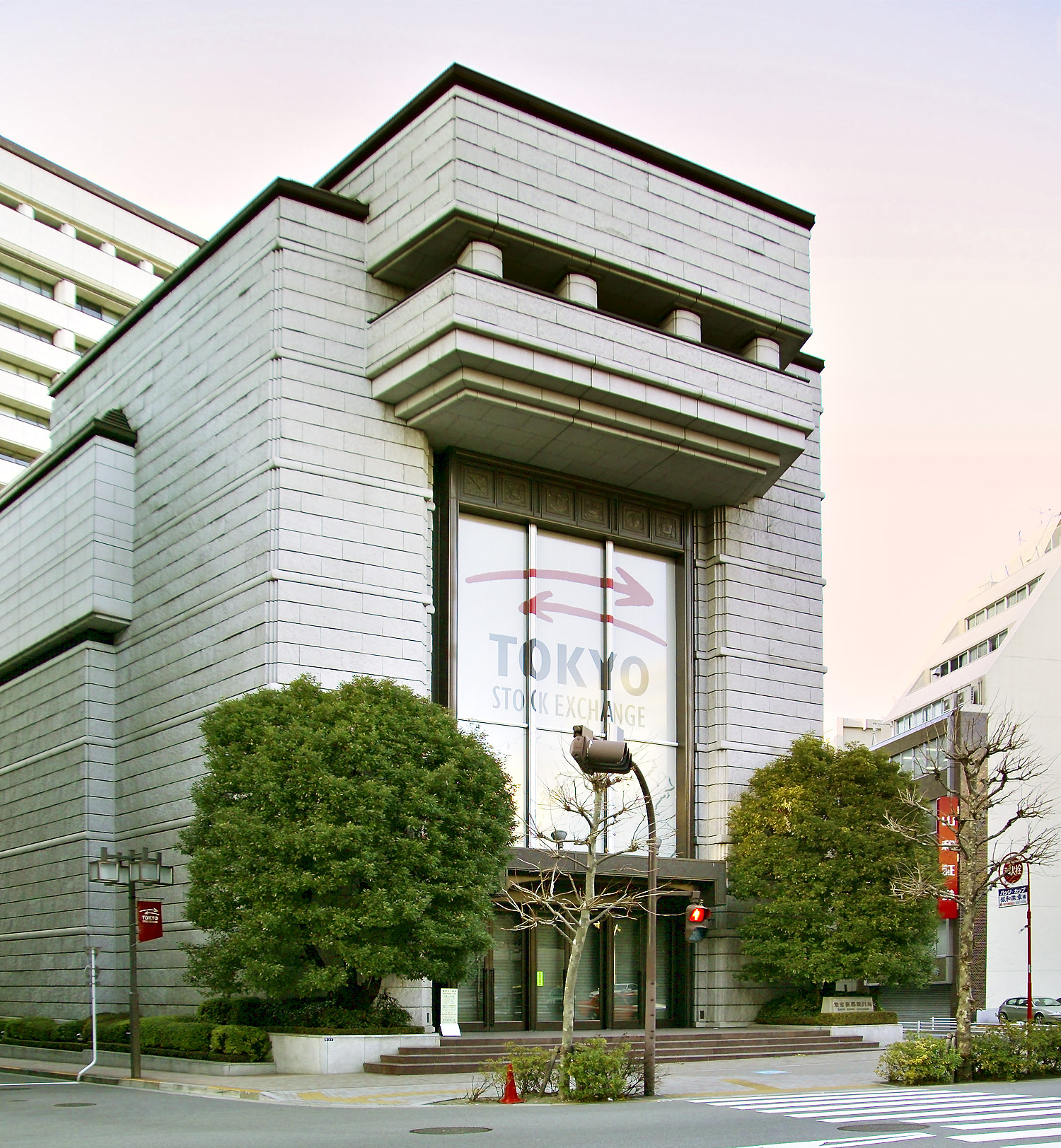
Borsa di Tokyo

### Attività tipica
Compito della borsa è quello di ricevere gli ordini di compravendita dagli operatori ed eseguirli, attenendosi alla legge della domanda e dell'offerta (cioè maggiore è la richiesta di un titolo e maggiore ne diviene il prezzo per acquistarlo, maggiore è l'offerta di un titolo e minore ne diviene il prezzo che si ottiene nel venderlo).
Gli attori nel moderno sistema del mercato online della borsa sono:
Gli intermediari finanziari generalmente conosciuti con il termine Broker;
L'attività svolta dai Brokers è l'intermediazione tra l'accesso alla negoziazione nel mercato online (Trading) e la fornitura del servizio di accesso ai traders e ai professionisti. Si tratta di un'attività fortemente regolamentata, per la quale è necessario ottenere un'apposita autorizzazione, ed è vigilata in tutto il mondo, dalle rispettive autorità di vigilanza, in Italia dalla Consob e dalla Banca D'Italia.
I traders, termine comunemente in uso indicante la figura dell'investitore;
Il lavoro degli operatori (traders) viene chiamato trading ("scambio"), intendendo per scambio, l'acquisto e la vendita di un bene immateriale, ma fortemente reale e concreto qual è il valore delle oscillazioni degli Indici o delle azioni negoziate nel Trading online. I software di negoziazione online hanno strumenti di trasferimento che connettono i software e conti di trading e che trasformano il valore virtuale delle oscillazioni in denaro tangibile e prelevabile generalmente attraverso Bonifico o altri sistemi di pagamento anche istantanei, comunemente in uso. L'attività di trading è regolamentata al livello Europeo con sanzioni penali e/o amministrative per gli Intermediari finanziari, ma è libera, non necessita di autorizzazioni in pressoché tutti gli ordinamenti a eccezione per le attività svolte su conti professionali.  
I Professionisti BNT di borsa negoziazione e titoli che svolgono le attività multidisciplinari di negoziazione; Insegnamento e stime dei valori nella specifica categoria Borse e Titoli istituita in Italia dal D.lgs 109/2023.

### Il sistema scambi organizzato
Dal 1998 in tutte le nazioni che aderiscono all'UE e all'OCSE, i mercati regolamentari possono avere regolamenti interni e statutari decisi dalla società di gestione; tale mercato è definito "SSO (Sistema di Scambi Organizzati)" ed è anche detto più comunemente "Borsa" (Borsa Privata), che quindi si può suddividere in "indipendente" (come la Borsa Privata) ed in "istituzionale" (come la Borsa centrale, in genere dello Stato - per l'Italia, Borsa Italiana o Italian Stock Exchange); il mercato istituzionale adotta nel suo registro e nella propria compagine societaria e/o tra le aziende quotate/quotabili enti pubblici, società pubbliche, società miste ovvero accreditamenti istituzionali, ovvero aziende che siano titolari di concessioni o che abbiano requisiti per partecipare a concordati o ad appalti pubblici.
Il primo SSO privato e indipendente italiano è TEMEX ("Terzo Mercato Exchange"). In seguito molti istituti bancari e SIM hanno adottato internamente un proprio SSO, in cui è possibile acquistare o vendere quote di società ivi quotate, direttamente da sportelli bancari e\o presso promotori finanziari, ovvero agenzie di intermediazione. L'unico SSO privato istituzionale (istituzionalizzato) fu il MAC ("Mercato Alternativo del Capitale"), dal 2006 rilevato da Borsa Italiana. Il primo SSO in Europa Continentale fu SmallXChange, società (Ltd) panamense con sede in Inghilterra.

## Nel mondo

### Italia

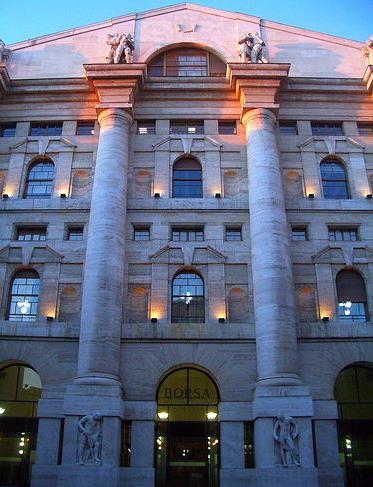
Borsa Italiana

In Italia prima dell'avvento della borsa telematica, oltre alla Borsa di Milano erano presenti anche queste piazze di scambio minori e con funzione prettamente regionale: Borsa Valori di Roma; Borsa Valori di Torino; Borsa Valori di Bologna, Borsa Valori di Genova; Borsa Valori di Venezia; Borsa Valori di Firenze; Borsa Valori di Napoli; Borsa Valori di Palermo; Borsa Valori di Trieste.

## Borse valori maggiori
Le seguenti sono le 20 maggiori borse valori per capitalizzazione di mercato (in miliardi di dollari statunitensi), secondo la Federazione Mondiale delle Borse.
| P. | Economia           | Borsa                                                    | Capitalizzazione (miliardi di $) | Volume di scambi (miliardi di $) |
| -- | ------------------ | -------------------------------------------------------- | -------------------------------- | -------------------------------- |
| 1  | Stati Uniti Europa | NYSE Euronext (US & Europa)                              | 16918                            | 15019                            |
| 2  | Stati Uniti Europa | NASDAQ-OMX (US & Nord Europa)                            | 5578                             | 10371                            |
| 3  | Giappone           | Borsa del Giappone (Japan Exchange Group)                | 3681                             | 3606                             |
| 4  | Regno Unito        | Borsa di Londra (London Stock Exchange)                  | 3397                             | 2194                             |
| 5  | Hong Kong          | Borsa di Hong Kong (Hong Kong Stock Exchange)            | 2832                             | 1106                             |
| 6  | Cina               | Borsa di Shanghai (Shanghai Stock Exchange)              | 2547                             | 2599                             |
| 7  | Canada             | Borsa di Toronto (Toronto Stock Exchange)                | 2059                             | 1357                             |
| 8  | Germania           | Borsa di Francoforte (Deutsche Börse)                    | 1486                             | 1276                             |
| 9  | Australia          | Borsa Australiana (Australian Securities Exchange)       | 1387                             | 936                              |
| 10 | India              | Borsa di Bombay (Bombay Stock Exchange)                  | 1263                             | 110                              |
| 11 | India              | Borsa valori indiana (National Stock Exchange of India)  | 1234                             | 526                              |
| 12 | Svizzera           | Borsa di Zurigo (SIX Swiss Exchange)                     | 1233                             | 585                              |
| 13 | Brasile            | Borsa di San Paolo (BM&F Bovespa)                        | 1227                             | 875                              |
| 14 | Corea del Sud      | Borsa della Corea (Korea Exchange)                       | 1179                             | 1518                             |
| 15 | Cina               | Borsa di Shenzhen (Shenzhen Stock Exchange)              | 1150                             | 2369                             |
| 16 | Spagna             | Borsa Spagnola (Bolsas y Mercados Españoles)             | 995                              | 852                              |
| 17 | Sudafrica          | Borsa di Johannesburg (Johannesburg Securities Exchange) | 908                              | 336                              |
| 18 | Russia             | Borsa di Mosca (Moscow Interbank Currency Exchange)      | 825                              | 337                              |
| 19 | Singapore          | Borsa di Singapore (Singapore Exchange)                  | 765                              | 256                              |
| 20 | Taiwan             | Borsa di Taiwan (Taiwan Stock Exchange)                  | 735                              | 679                              |